# DBAG Class 612
DBAG Class 612 — дизельний двосекційний поїзд із кузовом, що нахиляється, експлуатується Deutsche Bahn для швидкісних регіональних залізничних перевезень на неелектрифікованих лініях. 

## Загальні відомості
DBAG Class 612 — дизельний двосекційний поїзд із кузовом, що нахиляється, виготовлений в 1998-2003 рр. компанією Adtranz у Геннігсдорфі, пізніше під орудою Bombardier Transportation. 

Виробник «Bombardier Transportation» назвав транспортні засоби RegioSwingers.
Вони були розроблені для заміни проблемного DB Class 611. 
У 1998–2004 роках потяги працювали нормально, поки не було виявлено тріщини в кількох колісних парах, тому систему нахилу було вимкнено, а на кривих лініях мали бути обмежені швидкості, що вплинуло на розклади та сполучення. 
З 2005 року в поїздах замінено колісні пари, а система нахилу знову запрацювала. Максимальний нахил 8°.
Після того, як ICE TD Class 605 вилучений із експлуатації через перелом осі в одній одиниці, його було замінено DBAG Class 612 на залізниці Дрезден – Мюнхен у 2003 році, оскільки заміна будь-чим іншим, ніж поїзд із кузовом, що нахиляється, означала б подовження часу в дорозі. Попри те, що DBAG Class 612 не створювався для комфорту подорожей типу ICE, 16 одиниць були перефарбовані в ліврею ICE і перенумеровані на клас 612.4.
Дизайн RegioSwinger також використовується хорватськими залізницями як клас HŽ 7123.

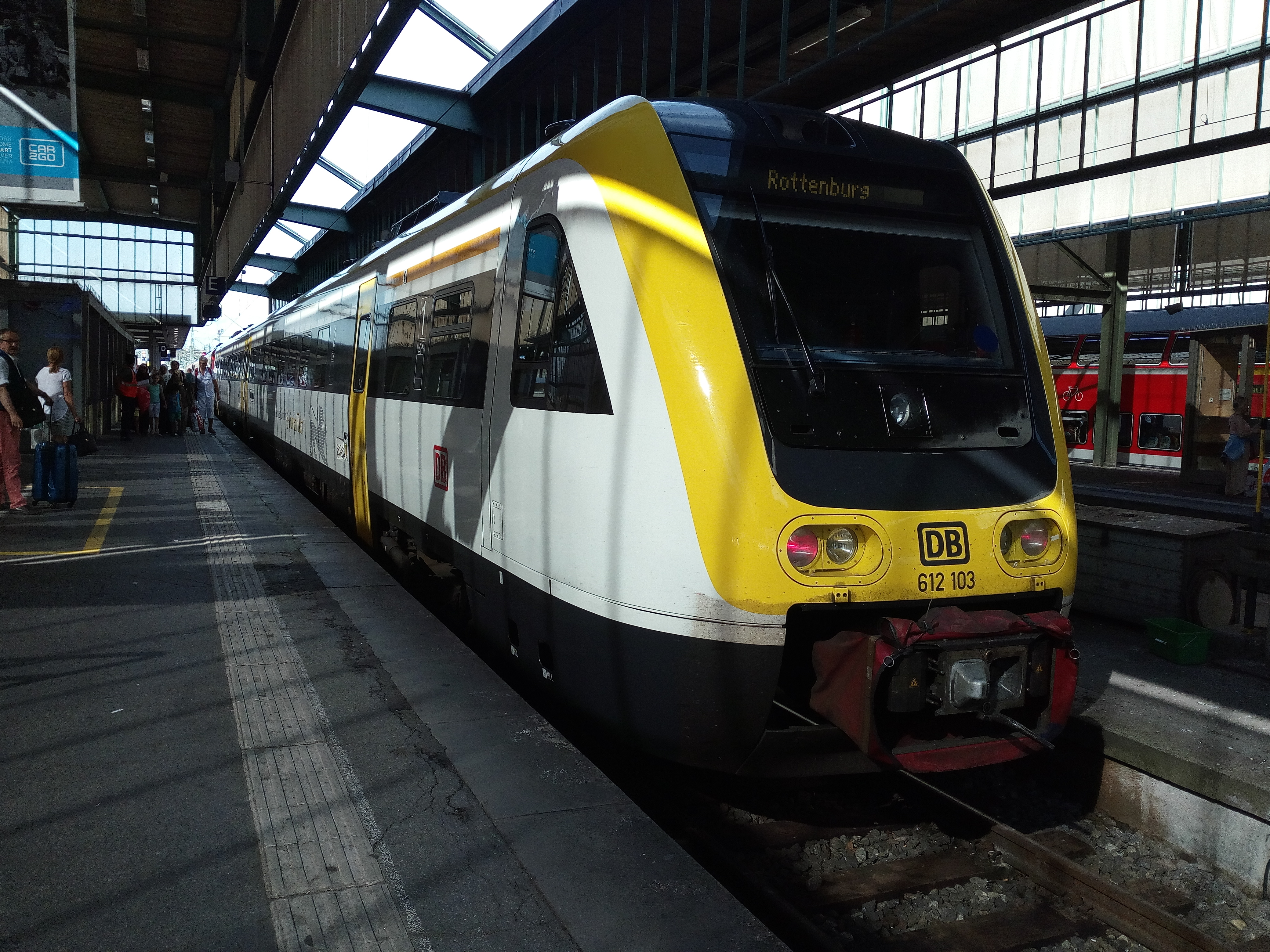
612 103 в лівреї bwegt на станції Штутгарт-Головний

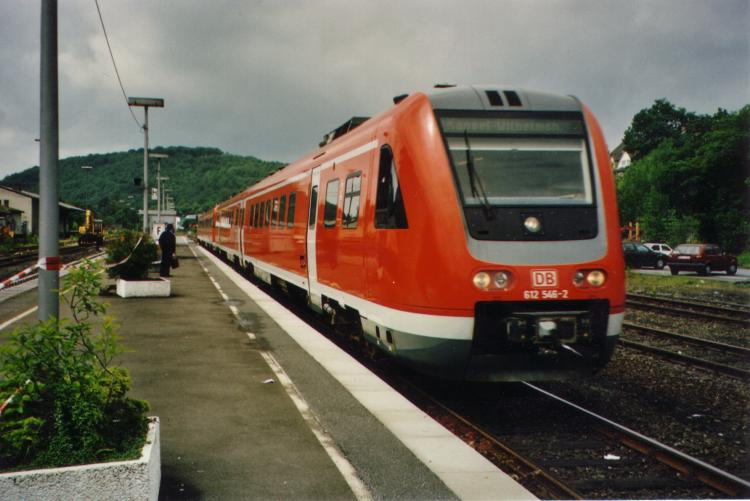
612 612 у червоній лівреї

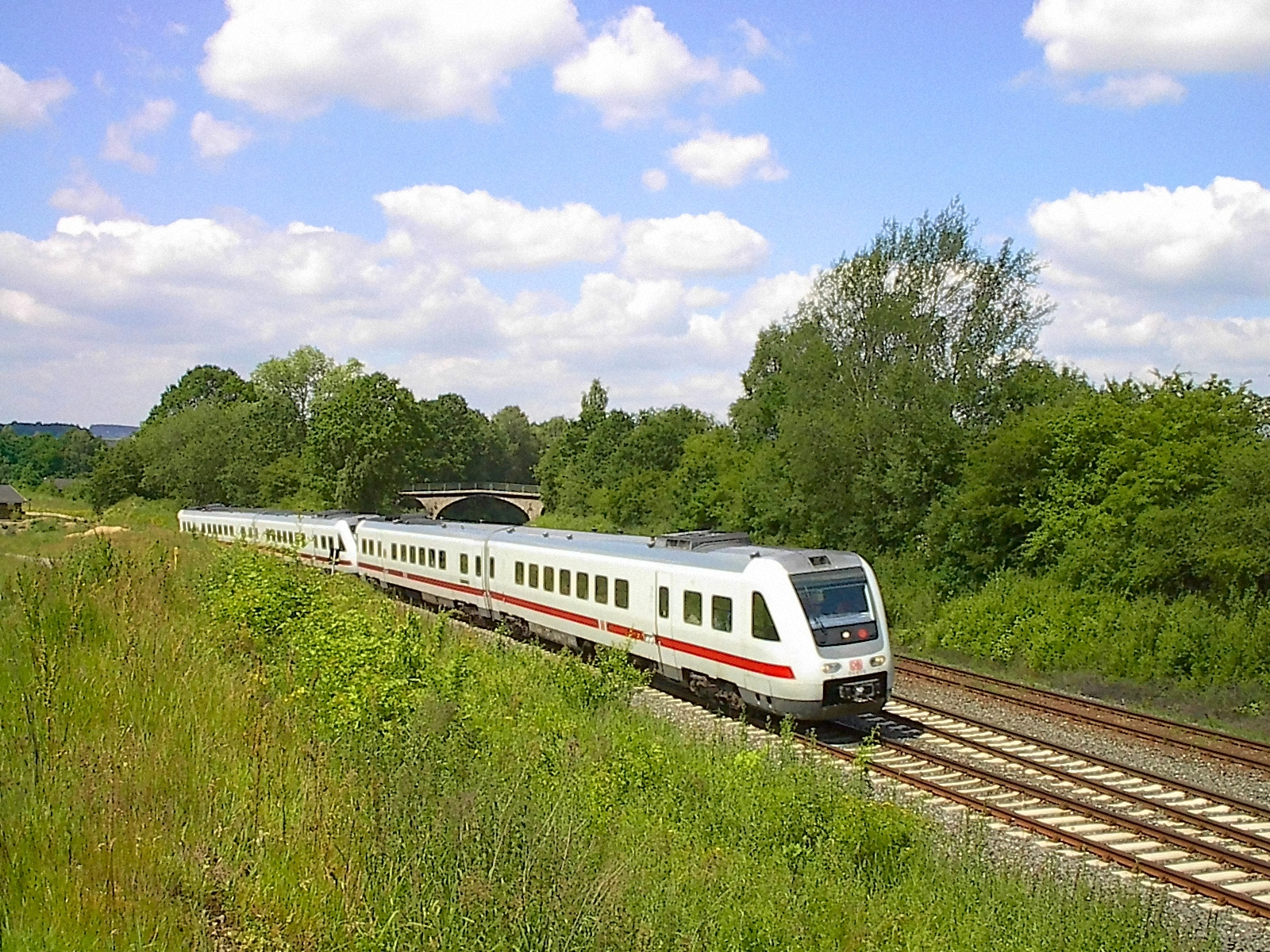
612 у лівреї IC

## Ліврея
Більшість потягів мають стандартну ліврею Verkehrsrot Red. 
У 2003 році 17 блоків IC були пофарбовані в білий колір із червоною смугою, однак тепер вони знову повністю червоні.
Після 2017 року потяги з жовто-білим і чорним брендом bwegt, брендом мобільності Міністерства транспорту землі Баден-Вюртемберг, курсують з Ульма.

## Використання
DBAG Class 612 використовується (2012):
DB Regio Bayern
- IRE 1 Нюрнберг - Байройт - Хоф - Плауен - Цвікау - Хемніц - Дрезден
- RE Гоф/Байройт – Ліхтенфельс – Заальфельд
- RE Гоф – Бамберг
- RE Гоф – Вюрцбург
- RE Гоф – Нюрнберг
- RB Ліхтенфельс – Кронах
- RE Регенсбург – Швандорф – Вайден – Марктредвіц – Гоф
- RE Вюрцбург – Бамберг – Хоф/Байройт
- RE Нюрнберг – Швандорф/Вайден
- RB Вюрцбург – Швайнфурт – Ебенхаузен – Бад-Кіссінген
- RE Нюрнберг – Донауверт – Аугсбург – Бухлое – Кемптен – Імменштадт – Ліндау/Оберстдорф («Allgäu-Franken-Express»)
- RE Ліндау – Імменштадт – Кемптен – Меммінген – Ульм
- RE Оберстдорф – Імменштадт – Кемптен – Меммінген – Ульм
- RE Ліндау - Кемптен - Аугсбург

DB Regio Nordrhein-Westfalen
- RE 17 Гаген – Шверте (Рур) – Френденберг – Арнсберг (Вестф) – Мешеде – Бествіг – Брілон-Вальд – Марсберг – Варбург (Вестф) – Гофгайсмар – Гребенштайн – Кассель Хбф – Кассель-Вільгельмсге

DB Regio Rhein Neckar
- RE 4 Карлсруе – Грабен-Нойдорф – Гермерсгайм – Шпаєр – Людвігсгафен – Вормс – Майнц

DB Regio Südwest
- RE 3 Франкфурт (Головна) Hbf – Майнц – Бад-Кройцнах – Кірн – Ідар-Оберштайн – Тюркізмюле – Саарбрюккен
- RE 11 Саарбрюкен - Саарлуїс - Мерціг - Трір
- RE 12 Трір – Бітбург – Герольштайн – Калл – Ойскірхен – Кельн
- RE 25 Koblenz Hbf – Limburg (Lahn) – Wetzlar – Gießen
- IRE Штутгарт-Головний — Тюбінген-Головний — Зігмарінген( — Аулендорф)/ — Роттенбург( — Хорб) (Штутгарт-Головний — Тюбінген-Головний заходить лише на Ройтлінген-Головний)

DB Regio Südost
- RE 4 Ганновер-Головний – Гільдесгайм – Гослар – Бад-Гарцбург – Гальберштадт – Галле (Заале) (– Лейпциг)
- RE 6 Лейпциг – Хемніц
- RE 16 Лейпциг – Альтенбург – Райхенбах (V.) – Хоф/Адорф
- RE 1 Дрезден – Бішофсверда – Герліц
- RE 2 Дрезден – Бішофсверда – Циттау – Ліберець – Танвальд
- RE 3 Нюрнберг – Марктредвіц – Хоф – Цвікау – Хемніц – Дрезден
- RE 1 Геттінген – Гота – Ерфурт – Гера – Гьосніц – Цвікау/Хемніц
- RE 3 Ерфурт – Гера – Альтенбург
- RE 14 Ерфурт – Майнінген
- RE 7 Вюрцбург – Зуль – Ерфурт